# Simon Bendtsen
Simon Bendtsen (f. 1981) er en dansk journalist og forfatter. Han er uddannet fra Danmarks journalisthøjskole i 2005. Tidligere ansat ved nyhedsbureauet Ritzau og gravegruppen på Berlingske. Nu souschef på Berlingskes business-redaktion.
Han modtog i 2018 FUJ-Prisen og året efter Cavlingprisen for afdækningen af Danske Banks hvidvasksag sammen med kollegerne Eva Jung og Michael Lund.